# Funeral viking

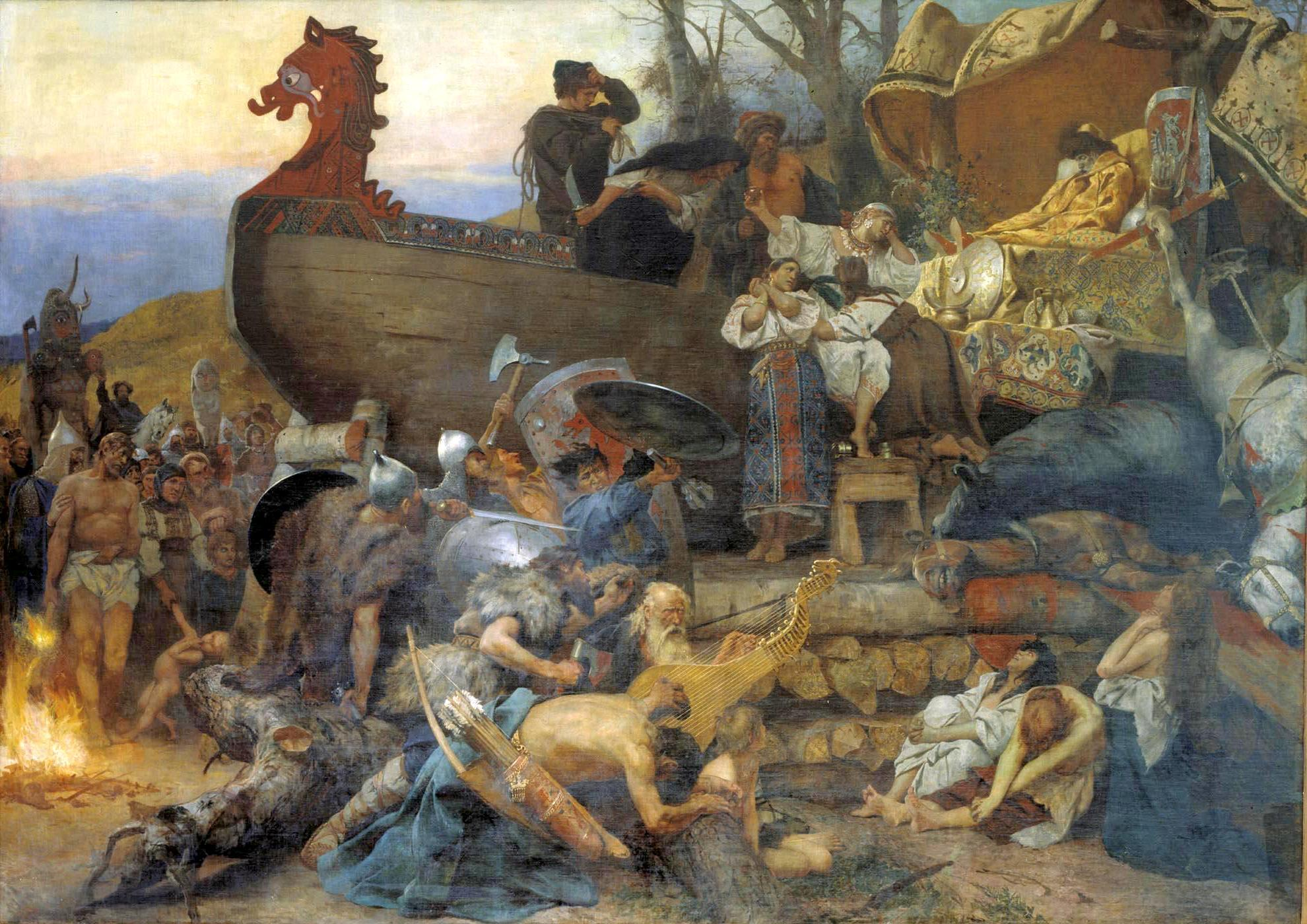
Funeral viking del cap vareg Ígor de Kíiv en el Rus de Kíiv.
Quadre d'Heinrich Semiradzki (1845-1902)

Gràcies a l'arqueologia, a les sagues, a la poesia nòrdica antiga i al relat d'Àhmad ibn Fadlan, se sap que els vikings solien enterrar els morts en vaixells funeraris. Els rituals que feren en terra han permés als arqueòlegs estudiar les tradicions escandinaves de l'època dels vikings. Sovint eren dipositats en un vaixell o en un vaixell de pedra, i se'ls deixaven ofrenes segons l'estatus i la professió del mort, entre les quals podia haver-hi el sacrifici d'esclaus. A Escandinàvia es conserven túmuls en honor de reis i caps vikings, a més de pedres rúniques i altres monuments funeraris. Alguns dels més famosos són al cementeri de túmuls de Borre, a Noruega, i a Lindholm Hoje i Jelling, a Dinamarca.(1)

## Ofrenes
Era comú deixar regals al costat del mort. Fins i tot si el cos era cremat en una pira, el difunt rebia obsequis, la quantitat i valor dels quals només depenien de la posició social. Era important fer el ritual correctament perquè el mort conservàs en l'altra vida l'estatus vital que havia tingut en la vida real, i per a evitar que es convertís en una ànima errant condemnada a vagar per sempre.(1) 
La tomba per a un esclau era poc més que un forat en la terra. Se'l soterrava probablement de manera que no tornàs per a turmentar els seus amos i perquè pogués ser-los d'utilitat quan fossen morts. Fins i tot a vegades els assassinaven perquè complissin aquesta funció en l'altra vida. Als homes lliures se'ls soterrava amb armes i equip. Els artesans podien ser enterrats amb totes les seues eines. A les dones se les enterrava amb les joies i a vegades amb instruments per a ús domèstic o part de l'aixovar. L'enterrament viking més sumptuós descobert de moment (2008) és el Vaixell d'Oseberg, que era d'una dona (probablement una reina o sacerdotessa) que hauria viscut al segle ix.(1)

## Monuments funeraris
Un funeral viking podia suposar una despesa considerable, però la tomba i les ofrenes no es consideraven un malbaratament. A més a més de retre homenatge als morts, la tomba era un monument a la posició social dels descendents. Alguns clans nòrdics poderosos podien lluir la seua posició amb cementeris monumentals. El cementeri viking de Borre de Vestfold, per exemple, està lligat a la dinastia Yngling, i allotjava grans túmuls amb vaixells de pedra.
Jelling a Dinamarca és el memorial reial més gran de l'època vikinga. El va realitzat Harald Blåtand en record de sos pares Gorm el Vell i Tyra, i en honor a ell mateix. És un dels dos grans túmuls que contenien una cambra mortuòria, però totes dues tombes, l'església i les dues pedres de Jelling mostren com era d'important marcar la mort ritualment durant l'era pagana i els inicis de la cristiana.(1)
En tres indrets d'Escandinàvia hi ha grans cementeris que els va emprar la comunitat Birka de Mälaren, Hedeby de Schleswig i Lindholm Hoje d'Åalborg. A les tombes de Lindholm Høje hi ha una gran varietat de formes i grandàries. Hi ha vaixells de pedra i una barreja de tombes triangulars, quadrades i circulars. Aquests cementeris fets servir durant moltes generacions pertanyen al poble.(1)

## Rituals
La mort sempre ha estat un moment d'aflicció, és per això que s'envolta de tabús. La vida familiar s'ha de reorganitzar i, per a superar aquesta situació, les persones recorren a rituals. Les cerimònies eren ritus de transició amb què es pretenia donar pau al mort en la nova vida i, alhora, consolar els parents afligits.
Malgrat els costums bel·licosos dels vikings, hi havia un element de respecte envoltant la mort. Si el difunt no era soterrat com calia o no se li proveïen pas de mitjans per a l'altra vida, potser no arribàs a trobar la pau en el més enllà. La persona morta podria visitar els seus parents vius com un draugr (fantasma) per a turmentar-los. Era una visió ominosa, un senyal que més membres de la família moririen.(1) Quan les comunitats eren afectades per desgràcies, sobretot en temps de fam, apareixien històries de fantasmes. Les sagues esmenten remeis dràstics per a deslliurar-se'n. El mort havia de tornar a morir: es podia travessar el cadàver amb una estaca, o se li tallava el cap perquè no trobàs el camí de tornada al món dels vius.(1)

### Relat d'Ibn Fadlan
En el segle x, un escriptor àrab, Àhmad ibn Fadlan, feu una descripció d'un funeral d'un cap escandinau, probablement suec, que viatjava en la ruta comercial del Volga. El relat és una font única sobre les cerimònies dels funerals vikings d'un cap o un rei.
El cap difunt fou desat en una tomba temporal, coberta durant deu dies fins que li cosiren al mort robes noves. Una de les seues esclaves s'oferí voluntària per a anar-se'n amb ell a l'altra vida, per la qual cosa fou custodiada dia i nit i se li donà gran quantitat de beguda per a embriagar-la mentre cantava alegrement. Quan arribà l'hora de la cremació, van posar el vaixell del cap en terra, el dipositaren en una plataforma de fusta i li feren un llit al vaixell. Mentrestant, una dona anciana coneguda com l'«àngel de la mort» posà coixins al llit. Ella era la responsable del ritual.
Llavors van desenterrar el cap i el van vestir amb la roba nova. En la tomba van dipositar begudes alcohòliques, fruita i un instrument de corda. El cap fou posat al llit amb totes les armes i ofrenes al seu voltant. Després van deixar que dos cavalls correguessen, i a continuació els van fer a trossos per a llançar-los al vaixell. Finalment, van matar un gall i una gallina.
Mentrestant, l'esclava anava de tenda en tenda mantenint relacions sexuals amb els homes. Cadascú li deia: «Dis-li al teu amo que això ho he fet per amor a ell». A la vesprada, duien a la jove una cosa que semblava el marc d'una porta, on l'alçaren per les palmes dels homes tres vegades. Cada volta que era alçada, ella deia el que veia: la primera vegada va veure son pare i sa mare, la segona els seus parents, i la tercera el seu amo en el més enllà: tot era verd i bell i al seu voltant; va veure homes i xics. Va veure que el seu amo la cridava amb senyes.
Després, l'esclava fou duta al vaixell. Es va llevar els braçalets i els li donà a l'anciana. Després es tragué els anells dels dits i els donà a les filles de l'anciana, que l'havien custodiada. La portaren a bord del vaixell, però no se li va permetre accedir a la tenda on el cap jeia. La jove va beure més gots de begudes alcohòliques, cantava i s'acomiadava dels amics.
Llavors la xica fou portada a la tenda i els homes colpejaven els escuts perquè els seus crits no se sentissen pas. Sis homes l'acompanyaven i van mantenir relacions sexuals amb ella, després d'això la posaren al llit del cap. Dos homes li agafaven les mans i altres dos els canells. L'àngel de la mort li posà una corda al coll i mentre dos homes tiraven de la corda, l'anciana l'apunyalà entre les costelles amb un ganivet. Després, els parents del cap mort van arribar amb una torxa encesa i cremaren el vaixell. Segons les creences, el foc facilitava el viatge al regne de la mort.(3)
Després, alçaren sobre les cendres un túmul redó i, al centre del monticle, hissaren un pal de bedoll on van gravar amb runes els noms del cap mort i el seu rei. Després, se n'anaren amb els seus vaixells.
Un altre explorador àrab, Àhmad ibn Rustah, confirma la detallada descripció d'Ibn Faldlan i el fet que al mort se li haja assignat la companyia d'una dona:
«Quan mor un de la classe principal, el duen a un sepulcre semblant a un habitatge espaiós, el dipositen a dins i li posen al costat vestits, braçalets d'or, aliments, atuells amb begudes, monedes i, finalment, la seua esposa favorita, que allí tanquen viva. Tapen després l'entrada i la dona mor en aquella clausura.»
L'historiador Al-Massudí s'expressa en termes semblants:
«Cremen els seus morts i tiren a la mateixa pira les seues armes, els seus cavalls i les seues joies. Quan algú mor, la seua dona és cremada viva amb ell; però si qui mor és la dona, aleshores el marit no corre pas aquella dissort. Quan mor un home solter, se li casa després de mort. Les dones desitgen vivament ser cremades amb els seus marits, per a poder així seguir-los al paradís.»

### Sacrificis humans
Els esclaus podien ser sacrificats en el funeral per a servir el seu amo en la vida post mortem. En el relat d'Ibn Fadlan hi ha una descripció d'una esclava que serà assassinada i que passarà per ritus sexuals. Quan el cap havia estat dipositat al vaixell, ella anava visitant les tendes per a ficar-se al llit amb guerrers i mercaders. Cada home li deia que ho feia per devoció al mort. En acabant, ella entrava en una tenda muntada al vaixell i en què sis homes mantenien relacions sexuals amb ella abans d'escanyar-la i apunyalar-la. Els ritus sexuals amb l'esclava mostren que ella era considerada un recipient per a la transmissió d'energia vital per al cap difunt.
En el poema Sigurðarkviða hin skamma es conta que la valquíria Brunilda dona instruccions sobre el nombre d'esclaves que anaven a ser assassinades per al funeral de l'heroi Sigurd, i com els seus cossos havien de ser disposats a la pira, com apareix en aquesta estrofa: 
| Því at hánum fylgja fimm ambáttir, átta þjónar, eðlum góðir, fóstrman mitt ok faðerni, þat er Buðli gaf barni sínu. | 69. "Cinc dones lligades li seguiran, i vuit de les meues esclaves, ben nascudes, des de xiquetes amb mi, i meues van ser com a regal que Buthli a la seua filla va donar". |  |

### Cremació
Era freqüent cremar els cadàvers i les ofrenes en una pira, en què la temperatura arribava als 1.400°C; molt més alta que en un crematori modern. L'únic que en restaria serien uns fragments de metall i uns ossos animals i humans. La pira era feta de manera que la columna de fum fos com més gran millor per a elevar el difunt a l'altra vida. El simbolisme se'n descriu en la Saga Ynglinga:
| « | Llavors ell (Odin) establí per llei que tots els homes morts havien de ser incinerats, i les seus pertinences posades sobre la pila, i les cendres llançades a la mar o soterrades. Així, va dir, tots vindran a Valhalla amb les riqueses que portaran amb ells a la pila; i gaudiria de tot el que hagués enterrat. Un monticle s'alçarà en memòria de les persones trascendents i per als guerrers que s'han distingit per l'enteresa s'erigirà un monòlit; costum que perdurà molt després de l'era d'Odin. | » |

### La cervesa funerària i la transmissió de l'herència

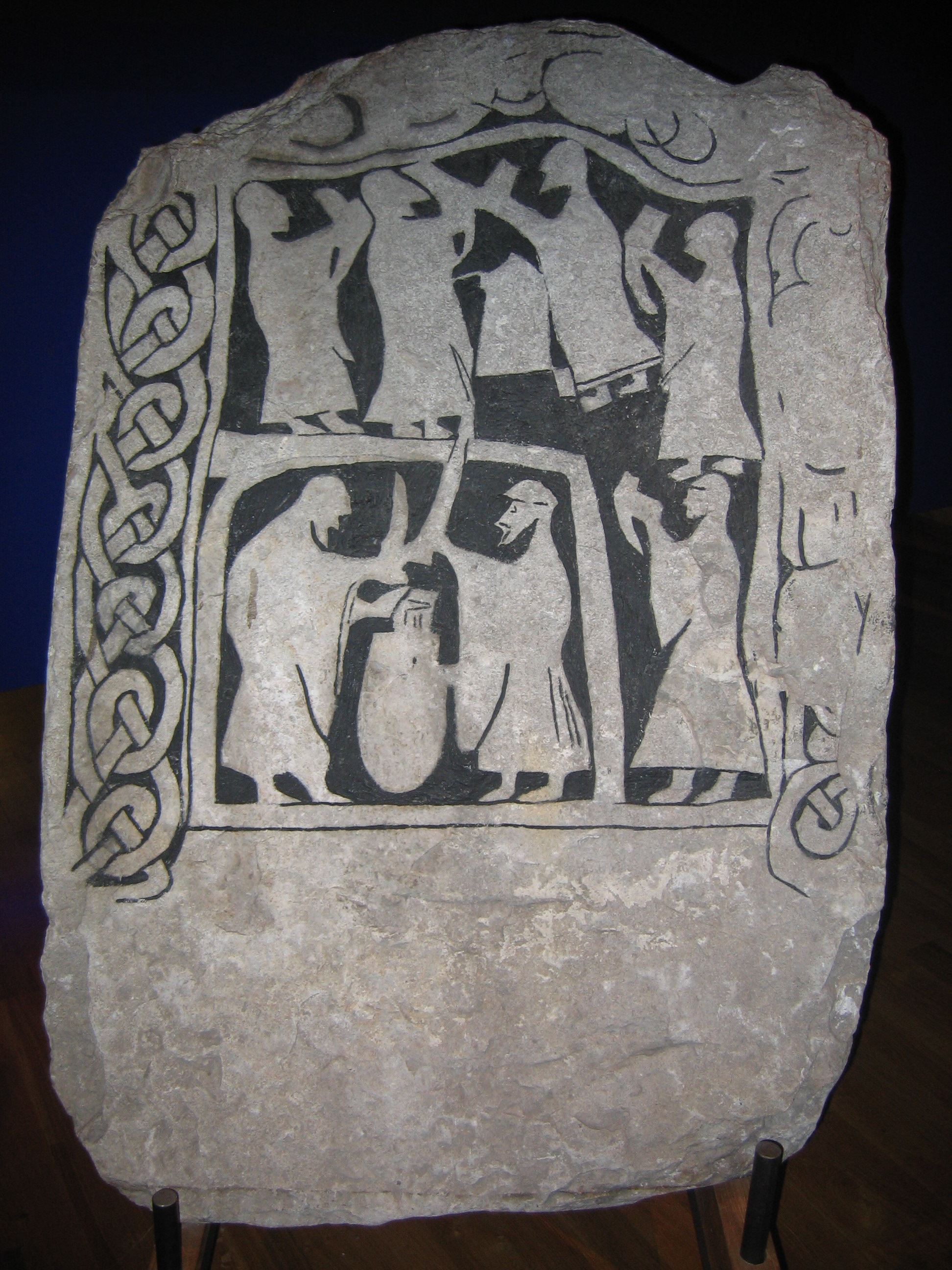
Una escena de libació en una pedra decorada de Gotland al Museu Nacional d'Antiguitats Suec d'Estocolm

Al seté dia després de la mort de la persona es feia la festa del sjaund, o festa de la cervesa funerària, així dita perquè implicava una libació ritual. La cervesa funerària era una forma social de demarcar el cas de la mort. Sols després de la cerimònia podien els hereus reclamar-ne l'herència. Si la persona morta era una vídua o l'amo d'una granja, el legítim hereu podia fer-se'n amb la propietat i marcar així el canvi d'autoritat.(7)
Moltes pedres rúniques escandinaves notifiquen una herència, com ara la Pedra rúnica de Hillersjö, que explicita com una dona arribà a heretar no solament als seus fills sinó també als seus nets, i la Pedra rúnica de Högby Ög 81, que explica com una jove era l'única hereva després de morts tots els seus oncles. Són importants documents de propietat d'una era en què les decisions legals no es transcrivien pas en paper. Una interpretació de la Pedra rúnica Tune d'Østfold dona a entendre que la inscripció rúnica té a veure amb la cervesa funerària en honor de l'hisendat i declara tres filles com a legítimes hereves. Data del segle v i és, per tant, el document legal escandinau més antic que reconeix el dret successori de les dones.

### El vaixell i la fletxa
Junt amb els cascos amb banyes també apareix en l'imaginari popular el funeral amb un vaixell en flames després de llançar una fletxa ardent des de la riba. En molt poques ocasions els vikings cremaven les naus per a homenatjar o pagar un tribut a un cabdill. Les evidències arqueològiques han descartat aquest costum i els estudiosos consideren que una cosa així pràcticament no ocorregué pas mai. És un mite que va sorgir durant el romanticisme del segle xix recolzat per la llegenda de la mort de Baldre i el seu funeral en un vaixell en flames mentre s'allunya cap a un ocàs roig.